# The Tower (singel Luny)
The Tower – pierwszy singiel polskiej piosenkarki Luny z jej drugiego albumu studyjnego, zatytułowanego No Rest. Singel został wydany 24 stycznia 2024, nakładem wytwórni Universal Music Polska.
Utwór reprezentował Polskę w 68. Konkursie Piosenki Eurowizji w 2024, lecz nie awansował do finału.
Kompozycja znalazła się na 20. miejscu listy OLiA, najczęściej odtwarzanych utworów w polskich rozgłośniach radiowych. Nagranie otrzymało w Polsce status złotego singla, przekraczając liczbę 25 tysięcy sprzedanych kopii.

## Geneza utworu i historia wydania
Utwór napisali i skomponowali Luna, Maxwell Cooke i Paule „Fyfe” Dixon, który odpowiada również za produkcję utworu.

„The Tower” to manifest wolności i siły; wyjście z mroku i ciemności. Porzucenie więzów, blokad, ograniczeń, negatywnych schematów i relacji. Zburzenie wieży i wyjście na świat. To uświadomienie sobie własnej siły, pełni i tego, że ograniczenia są naszym tworem. Wieża to miejsce czy też stan, który budujemy my sami.

Luna przedpremierowo wykonała utwór podczas zamkniętej imprezy zorganizowanej 23 stycznia 2024 w klubie „Spatif” w Warszawie. Piosenka została wydana następnego dnia o północy pod szyldem wytwórni Universal Music Polska.
Piosenka została umieszczona na drugim albumie studyjnym Luny – No Rest.

## „The Tower” w stacjach radiowych
Nagranie było notowane na 20. miejscu w zestawieniu OLiA, najczęściej odtwarzanych utworów w polskich rozgłośniach radiowych.

## Teledysk
Do piosenki powstał teledysk w reżyserii Macieja Zakliczyńskiego. W teledysku gościnnie zagrali m.in. Helena Norowicz, Sylwia Achu, Bartosz Porczyk i Łukasz Bogusławski. Głównym motywem przewijającym się w wideoklipie jest gra w szachy.

Symboliczna gra w szachy w klipie odzwierciedla relacje, które utrzymuję w życiu. Pojawiający się przeciwnicy reprezentują różne sfery mojego życia i walkę, która się w nich rozgrywa. Wymiana zdań, spojrzeń, przekraczanie granic. Na pojedynku staje z różnymi osobami, bratem, chłopakiem, przyjaciółką, a także z samą sobą. Ostateczna i najważniejsza gra jednak odbywa się w mojej głowie. Widząc siebie z przyszłości, muszę wygrać z samą sobą. Bo wolność najbardziej zależna jest od nas samych. Sami tworzymy własny świat.

## Lista utworów
- Digital download[4]

1. „The Tower” – 3:00

## Notowania

### Pozycja na liście sprzedaży
| Kraj   | Lista (2024)             | Najwyższa pozycja |
| ------ | ------------------------ | ----------------- |
| Polska | OLiS – single w streamie | 80                |
| Litwa  | Agata                    | 60                |

### Pozycja na liście airplay
| Kraj   | Lista (2024)                   | Najwyższa pozycja |
| ------ | ------------------------------ | ----------------- |
| Polska | OLiS – oficjalna lista airplay | 20                |

## Certyfikaty
| Kraj          | Certyfikat  | Sprzedaż |
| ------------- | ----------- | -------- |
| Polska (ZPAV) | złota płyta | 25 000+  |

## Wyróżnienia
| Rok  | Konkurs                  | Kategoria    | Rezultat    |
| ---- | ------------------------ | ------------ | ----------- |
| 2024 | Przebój roku RMF FM 2024 | Przebój roku | 81. miejsce |